# Uleåborgs gevärsfaktori
Uleåborgs gevärsfaktori var en av svenska kronan under åren 1614 till 1638 upprätthållen manufaktur för tillverkning av handeldvapen.

## Bakgrund
Under Johan III:s och brodern Karls tid innehöll den svenska utrikespolitiken ett element som kallas Ishavspolitiken. Syftet var att lägga Ishavskusten under Sverige och därmed behärska rysslandshandeln över Ishavet. Konkurrenter i området var Danmark i väster och Ryssland i öster. Särskilt intensiva blev de svenska ansträngningarna under 1600-talets första decennium. År 1605 lät Karl bygga Uleåborgs och Kajaneborgs fästningar för att skydda Österbotten och Lappmarken mot ryska angrepp. År 1607 gjordes ett svenskt försök att kolonisera Ishavskusten och följande år angrep svenskarna Kolahalvön men båda försöken stoppades. Snart efter att den svenska krigsmakten år 1609 ingrep i inbördeskriget i Ryssland började dock den svenska krigsledningen förlora intresset för Ishavspolitiken. Ännu måste Sverige utkämpa och förlora Kalmarkriget 1611-1613 mot danskarna. I freden i Knäred 1613 avstod Sverige från sina anspråk på den norska Ishavskusten. Vid samma tid plundrade ryska trupper trakterna kring Ule träsk och ännu sommaren 1614 härjade ryska trupper i Ule älvdal. I december 1613 slog Gustav II Adolf fast den svenska östpolitiken. Då uppgav man försöken att sätta en svensk furste på den ryska tronen liksom Ishavspolitiken. 

## Vapentillverkning i Sverige
Vid sekelskiftet 1600 tillverkades de handeldvapnen som användes i Sverige vid faktoriet i Arboga eller hemma hos bygdesmeder men mycket importerades främst från Holland. Importen var kostsam och man vidtog olika åtgärder för att främja den inhemska vapentillverkningen. År 1602 utsågs en person som fick översta befallning över alla rikets vapensmeder. År 1607 försökte kung Karl inrätta ett bössmakarskrå i Arboga men detta misslyckades. Ännu i början av Gustav II Adolfs regering måste man importera en stor del av de vapen som behövdes. Bygdesmederna åter var svåra att övervaka beträffande kvalitet och standardisering. År 1613 utfärdades kronodirektiv för musköternas utformning. Pipan skulle vara 135 cm lång och kalibern vara 20 mm. Kulornas tyngd kunde variera. 

## Uleåborgs faktori

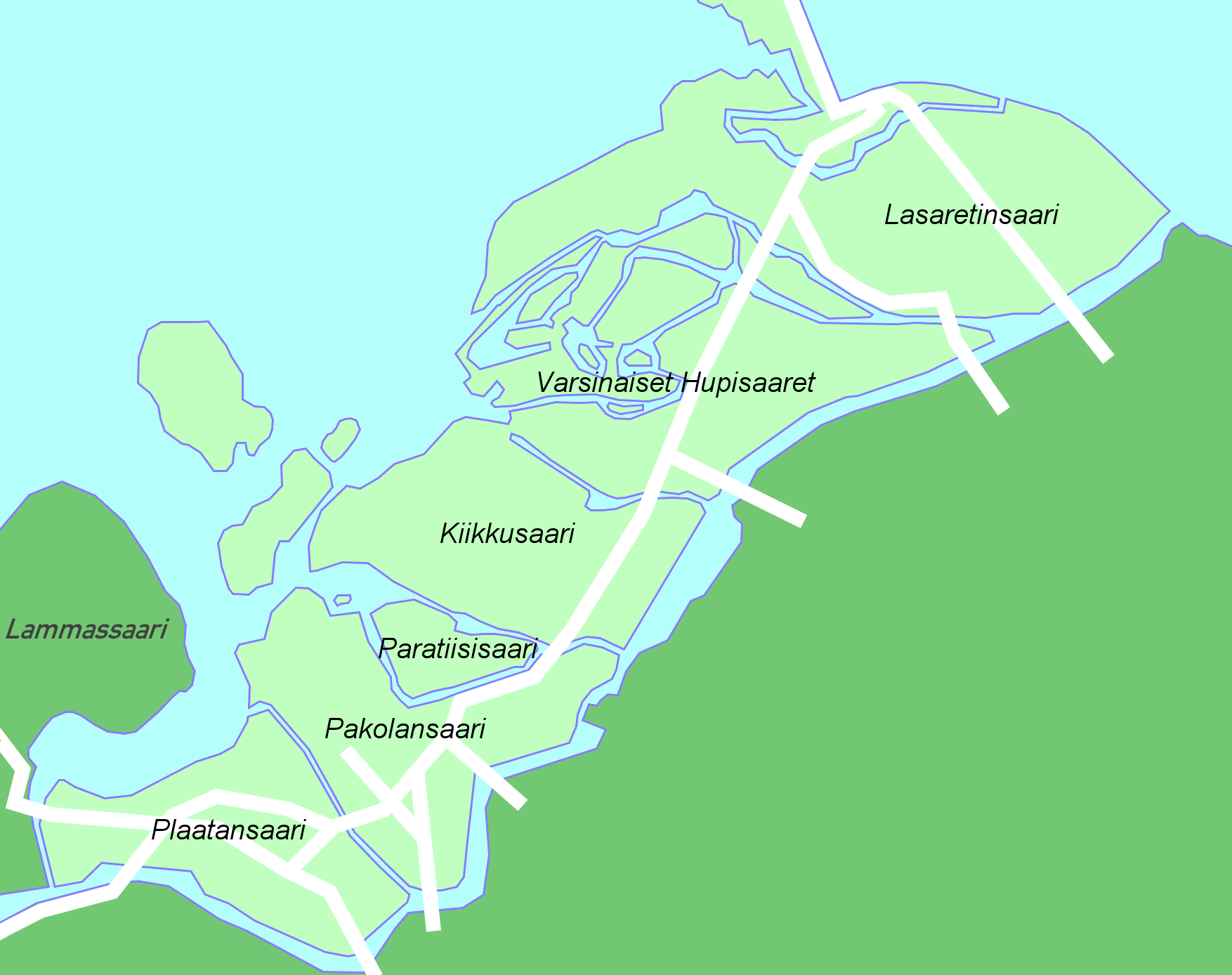
Öarna Hupisaaret i Ule älv, nederst Plaatansaari där gevärsfaktoriet var beläget

I december 1612 fick Erik Persson Hare fullmakt på att vara ståthållare på fästningarna Uleåborg och Kajaneborg med län. I början av år 1614 besökte kungen Uleåborg på sin väg till kriget i Ryssland. Han grundade samma år ett kronofaktori i Uleåborg för tillverkning av handeldvapen. Han ansåg att den bästa beväpningen för infanteriet var musköter med luntlås men sådana var ännu ovanliga i den svenska hären. Placeringen i Uleåborg var en följd av att hoten i norr och öster ännu inte var borta. Vapenbehoven vid den ryska fronten dikterade beslutet om placeringen, även om Sverige så snart som år 1617 i freden i Stolbova fick en långvarig fred vid rikets östra gräns.
På en ö i Ule älv, strax öster om Slottsholmen och högre upp i strömmen, stod slottets smedja. År 1614 anställde kungen en bössesmed, mäster Lennart Mattsson, som i Uleåborg skulle framställa pistoler, bössor och andra vapen. Han fick en fast årslön, för vilken han och hans tre medhjälpare årligen skulle leverera 160 goda musköter till det kungliga arkliet. Därutöver skulle han sköta om Uleåborgs och Kajaneborgs fästningars behov av smidesarbeten. På platsen inrättades ett slipverk och en borrkvarn, som drevs med vattenkraft. Under 1600-talet kallades ön efter mästaren Lennartsön men heter idag Plaatansaari. Genom ett kungligt beslut 1620 bestämdes att all vapentillverkning skulle koncentreras till stadsfaktorierna. I Finland gällde detta åtminstone Viborgstrakten, där bygdesmeder verkade på 1620-talet men ett vapenfaktori nämns i staden 1634 och 1638. År 1623 var av rikets 241 faktorismeder 13 verksamma i den östra riksdelen. Hur många av dem som verkade i Uleåborg är obekant men Lennart Mattsson arbetade där åtminstone ännu år 1624. Rikets vapenfaktorier hade ca 1627 övergått i privat ägo men de indrogs på nytt till kronan åren 1631 och 1632. Uleåborgs vapenfaktori flyttades år 1638 till Söderhamn.